# Euacidalia quakerata
Euacidalia quakerata är en fjärilsart som beskrevs av Samuel E. Cassino 1927. Euacidalia quakerata ingår i släktet Euacidalia och familjen mätare. Inga underarter finns listade i Catalogue of Life.